# Ecuadorianisch-osttimoresische Beziehungen
Die ecuadorianisch-osttimoresische Beziehungen beschreiben das zwischenstaatliche Verhältnis von Ecuador und Osttimor.

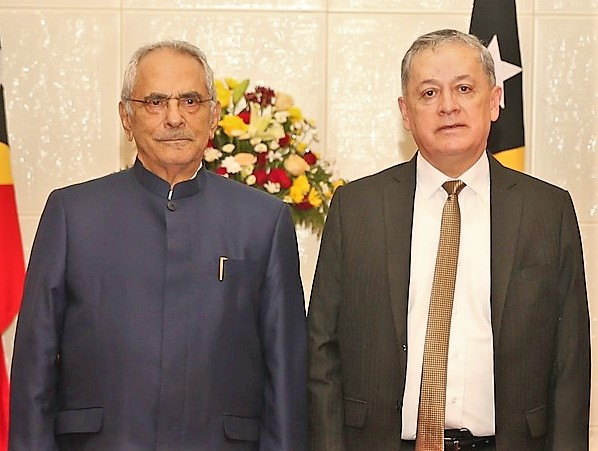
Ecuadors Botschafter Santiago Javier Chávez Pareja und Osttimors Präsident José Ramos-Horta (2023)

Die Kontakte zwischen Ecuador und Osttimor waren bisher spärlich. Die beiden Staaten nahmen am 8. September 2011 diplomatische Beziehungen auf. Beide Staaten gehören zur Bewegung der Blockfreien Staaten, zur AKP-Gruppe und zur Gruppe der 77.
Für 2018 gibt das Statistische Amt Osttimors keine Handelsbeziehungen zwischen Ecuador und Osttimor an.
Weder hat Ecuador eine Botschaft in Osttimor, noch Osttimor eine diplomatische Vertretung in Ecuador. Für Osttimor ist die ecuadorianische Botschaft in Jakarta (Indonesien) zuständig.